# Хименес, Фернандо Аугустин
Ферна́ндо Агусти́н Химе́нес Соли́с (исп. Fernando Agustín Giménez Solís; род. 10 июля 1984 года в Коронель-Овьедо) — парагвайский футболист, полузащитник, выступал за сборную Парагвая.

## Клубная карьера

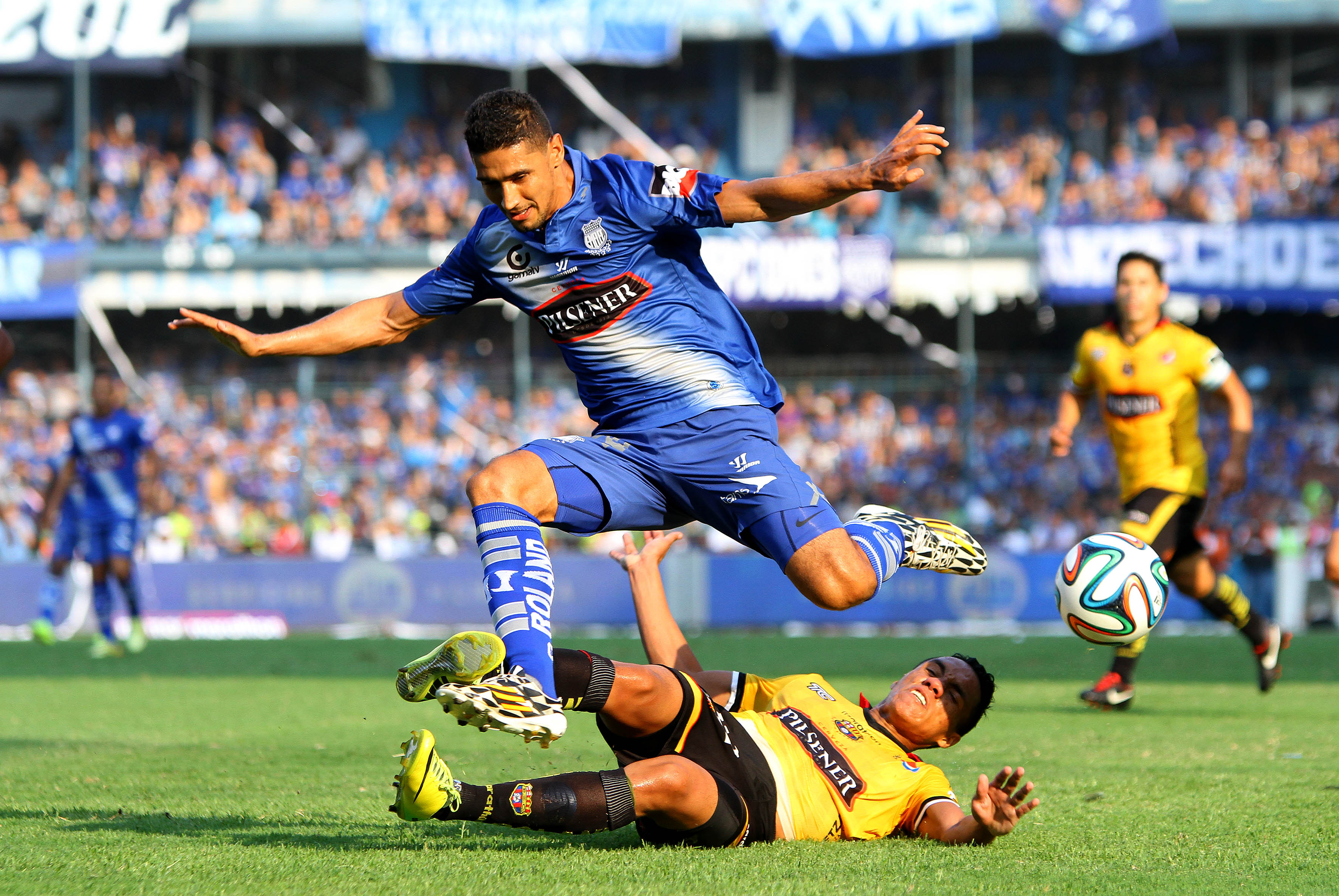
Хименес в составе «Эмелека»

Хименес — воспитанник столичного клуба «Насьональ». В 2005 году он дебютировал в парагвайской Примере за основной состав. Для получения игровой практики в 2006 году Фернандо на правах аренды выступал за чилийский «Депортес Пуэрто-Монт».
В 2007 году Хименес заключил соглашение на два года с клубом «Универсидад де Консепсьон». В команде он провёл два сезона и помог ей завоевать Кубок Чили.
В начале 2010 года Фернандо перешёл в эквадорский «Эмелек», по просьбе тренера клуба Хорхе Сампаоли. 28 апреля в матче против «Эль Насьональ» он дебютировал в эквадорской Примере. 2 мая в поединке против «Ольмедо» Хименес забил свой первый гол за «Эмелек». 17 февраля 2011 года в матче Кубка Либертадорес против бразильского «Интернасьонала» он забил мяч. В 2013 году Хименес помог Эмелеку выиграть чемпионат. 14 февраля 2014 года в поединке Кубка Либертадорес против боливийского «Боливара» Фернандо забил гол. 27 августа в матче Южноамериканского кубка против колумбийского «Рионегро Агилас» он сделал «дубль». В том же году Хименес во второй раз стал чемпионом Эквадора.
В 2015 году Фернандо в третий раз помог клуб завоевать чемпионство. 8 марта 2016 года в матче Кубка Либертдорес против асунсьонской «Олимпии» он сделал «дубль». За шесть сезонов Хименес провёл более 250 матчей за «Эмелек».
В начале 2017 года в Фернандо вернулся на родину, подписав контракт со столичной «Олимпией». 6 февраля в матче против «Спортиво Триниденсе» он дебютировал за новую команду.

## Международная карьера
26 апреля 2012 года в товарищеском матче против сборной Гватемалы Хименес дебютировал за сборную Парагвая.

## Достижения
Командные
 «Универсидад де Консепсьон»
- Обладатель Кубка Чили — 2007/2008

 «Эмелек»
- Чемпионат Эквадора по футболу — 2013
- Чемпионат Эквадора по футболу — 2014
- Чемпионат Эквадора по футболу — 2015